# Forth (альбом)
Forth — четвертий студійний альбом британського гурту The Verve, випущений після одинадцятирічної перерви, в кінці літа 2008 року.

## Треклист
| Standard version | Standard version      | Standard version   | Standard version |
| #                | Назва                 | Автор              | Тривалість       |
| ---------------- | --------------------- | ------------------ | ---------------- |
| 1.               | «Sit and Wonder»      |                    | 6:52             |
| 2.               | «Love Is Noise»       | The Verve/Ashcroft | 5:29             |
| 3.               | «Rather Be»           | Ashcroft           | 5:38             |
| 4.               | «Judas»               |                    | 6:18             |
| 5.               | «Numbness»            |                    | 6:34             |
| 6.               | «I See Houses»        | Ashcroft           | 5:37             |
| 7.               | «Noise Epic»          |                    | 8:13             |
| 8.               | «Valium Skies»        | Ashcroft           | 4:34             |
| 9.               | «Columbo»             |                    | 7:30             |
| 10.              | «Appalachian Springs» | Ashcroft           | 7:33             |

| LP and Japanese version bonus tracks | LP and Japanese version bonus tracks | LP and Japanese version bonus tracks |
| #                                    | Назва                                | Тривалість                           |
| ------------------------------------ | ------------------------------------ | ------------------------------------ |
| 10.                                  | «Ma Ma Soul»                         | 5:42                                 |
| 11.                                  | «Muhammad Ali»                       | 6:20                                 |

## Над альбомом працювали
The Verve
- Річард Ешкрофт — вокал, акустична гітара, клавішні
- Нік МакКейб — лід-гітара, клавішні, вібрафон
- Саймон Джонс — бас-гітара
- Пітер Селсбері — барабани, перкусія

Технічний персонал
- Девід Россі — аранжування струнних, скрипки (треки 1,2,3,4,6 та 8)
- Камерон Дженкінс — мікс, запис
- Кріс Поттер — продюсування, мікс, запис (пісні 1,2,3,5,6,8 і 10)
- Тім Брен — продюсування, мікс (треки 3,4,5,6,7,9 and 10)
- Джезз Саммерс та Тім Перрі — менеджмент
- Дін Чолклі — фото гурту
- Studio Fury — дизайн та оформлення

## Чарти

### Тижневі чарти
| Чарт (2008)                                          | Найвища позиція |
| ---------------------------------------------------- | --------------- |
| Австралія Australian Albums (ARIA)                   | 20              |
| Австрія Austrian Albums (Ö3 Austria)                 | 11              |
| Бельгія Belgian Albums (Ultratop Flanders)           | 8               |
| Бельгія Belgian Albums (Ultratop Wallonia)           | 20              |
| Канада Canadian Albums (Billboard)                   | 12              |
| Данія Danish Albums (Hitlisten)                      | 22              |
| Нідерланди Dutch Albums (MegaCharts)                 | 16              |
| Фінляндія Finnish Albums (Suomen virallinen lista)   | 30              |
| Франція French Albums (SNEP)                         | 31              |
| Німеччина German Albums (Offizielle Top 100)         | 10              |
| Irish Albums (IRMA)                                  | 2               |
| Італія Italian Albums (FIMI)                         | 4               |
| Japanese Albums (Oricon)                             | 10              |
| Нова Зеландія New Zealand Albums (Recorded Music NZ) | 10              |
| Норвегія Norwegian Albums (VG-lista)                 | 38              |
| Польща Polish Albums (ZPAV)                          | 32              |
| Португалія Portuguese Albums (AFP)                   | 20              |
| Іспанія Spanish Albums (PROMUSICAE)                  | 44              |
| Швеція Swedish Albums (Sverigetopplistan)            | 34              |
| Швейцарія Swiss Albums (Schweizer Hitparade)         | 6               |
| Велика Британія UK Albums (OCC)                      | 1               |
| США Billboard 200                                    | 23              |
| США Independent Albums (Billboard)                   | 1               |

### Річні чарти
| Чарт (2008)     | Позиція |
| --------------- | ------- |
| UK Albums (OCC) | 63      |

## Сертифікації
}
| Регіон | Сертифікація | Продажі |
| --- | ------------ | ------- |
| Ірландія (IRMA)                                                                                                  | Золотий      | 7500^   |
| Велика Британія (BPI)                                                                                            | Платиновий   | 300 000 |
| ^відвантаження, що базуються лише на сертифікаціях · продажі+прослуховування, що базуються лише на сертифікаціях |              |         |